# Pachamama (film)
Pour les articles homonymes, voir Pachamama.
Pour plus de détails, voir Fiche technique et Distribution.
Pachamama est un film d'animation franco-canado-luxembourgeois réalisé par Juan Antin, sorti en 2018.
Employant un mélange de dessin animé en deux dimensions et d'éléments en images de synthèse avec un rendu d'animation traditionnelle, le film relate l'aventure de deux enfants dans un village de la cordillère des Andes au XVIe siècle, au moment de l'invasion de l'empire inca par les conquistadors. Le film est bien accueilli par la critique.

## Synopsis
Le film se déroule en 1535. Tepulpaï et Naïra sont deux enfants qui vivent dans un village de la Cordillère des Andes. Les villageois vénèrent Pachamama, déesse de la terre-mère. Tandis que Naïra se préoccupe beaucoup d'être utile aux autres, Tepulpaï n'est pas encore mature et rechigne à accomplir les corvées quotidiennes. Au début du film, Tepulpaï, grimpé à une montagne, dérobe une plume du Grand Condor puis la montre au chaman en prétendant que l'oiseau la lui a donnée. Peu de temps après, les villageois célèbrent la fête de la fin des récoltes, à l'occasion de laquelle a lieu la cérémonie du passage des enfants à l'âge adulte. Tout comme les villageois restituent à Pachamam un peu de chacun des produits de la terre récoltés dans l'année, chaque enfant doit offrir à Pachamama un objet précieux, celui auquel il tient le plus. Tepulpaï garde pour lui sa plume de condor et n'offre que quelques fleurs fanées : le chaman, affligé, diffère son accession à l'âge adulte jusqu'à l'année suivante. Naïra, elle, accède à l'âge adulte en se montrant prête à sacrifier son lama blanc femelle, animal auquel elle tient beaucoup. Le chaman prie Pachamama et la pluie tombe, ce qu'il considère comme un signe de pitié : il épargne l'animal. Le soir venu, la grand-mère Walumama va chercher la statuette d'or du huaca, le dieu protecteur du village, dans la grotte sacrée, éclairée par Mamaquilla (la lune), où les momies des ancêtres sont assises en rond.
Le lendemain matin, la fête de la récolte est à peine terminée que les Incas, qui dominent la région, arrivent pour prélever leur impôt annuel sur la récolte. Le percepteur, cupide et méprisant, confisque toutes les réserves du village et confisque le huaca à la consternation générale. Walumama est si affectée qu'elle fait un malaise et perd connaissance. Le chaman tente de la guérir, mais se montre soucieux. Tepulpaï, révolté, décide de quitter le village pour partir seul à la recherche du huaca. Mais dans sa hâte, il a oublié de prendre des provisions. Il se lie néanmoins d'amitié avec un tatou qu'il baptise Kirkincho. Quelque temps plus tard, alors qu'il franchit un pont de corde au-dessus d'un précipice, Tepulpaï s'aperçoit qu'il a été suivi par Naïra et par son lama blanc. D'abord boudeur, le garçon finit par accepter le repas offert par la jeune fille. Tous deux s'émerveillent des paysages qui les entourent et d'une luciole capturée la nuit. Le lendemain, les deux enfants franchissent la dangereuse mer de nuages qui couronne les montagnes. Ils arrivent alors à la capitale royale de Cuzco. Alors qu'ils approchent, un messager inca épuisé vient mourir dans leurs bras, non sans leur avoir confié une mission : faire parvenir au Grand Inca le message qui lui était destiné, et qui annonce l'arrivée de monstres de métal qui ne sont autres que les conquistadors espagnols. Naïra a l'idée de négocier le message contre la restitution du huaca. Les enfants se dirigent ainsi vers le palais du Grand Inca, de nombreux ornements d'or rendent honneur à Inti, le soleil. Parvenus au sommet de l'imposant palais du Grand Inca, les deux enfants, qui se sont fait reconnaître comme messagers grâce à la conque dont les messagers de l'Inca sont porteurs, obtiennent une audience. Le Grand Inca accepte de leur restituer le huaca. Mais quand ils lui annoncent le message, il entre en colère : cela lui rappelle les sinistres prophéties de l'Observateur des ombres, qu'il a fait emprisonner... et il compte bien les faire emprisonner aussi ! 
À ce moment, le palais est canonné par les conquistadors, qui font irruption peu après et pillent la ville et le palais en quête d'or. Tepulpaï et Naïra s'enfuient et tentent de protéger le huaca, que les Espagnols convoitent car il est en or. Après diverses ruses pour gagner du temps, ils se séparent : Naïra, qui a gardé le huaca, parvient à sortir de la ville incognito, tandis que Tepulpaï tombe dans un trou et se perd dans les souterrains sous la ville. Il y rencontre un vieil aveugle accompagné d'un puma domestiqué. C'est l'Observateur des ombres, qui le nourrit et le loge, mais se révèle incapable de l'aider à remonter à la surface. Obstiné et désormais reconnaissant envers Naïra et Pachamama, Tepulpaï utilise la plume du Grand condor et son tatou pour retrouver la sortie. Il appelle alors le Grand condor, qui vient à sa rencontre, et lui restitue sa plume. L'oiseau le prend sur son dos. En vol, Tepulpaï sauve in extremis Naïra qui, poursuivie par les conquistadors dans la mer de nuages, était sur le point de faire une chute mortelle. Les enfants et le condor s'envolent vers leur village. Le condor, blessé par une balle, fait un atterrissage mouvementé. Les deux enfants le voient alors se transformer : le Grand condor n'est autre que le chaman, venu les aider. Dans la hutte du chaman, Tepulpaï et Naïra pleurent la mort de Walumama, dont la momie a rejoint la grotte des ancêtres. Tandis que Naïra va prévenir les villageois de l'arrivée imminente des Espagnols, Tepulpaï part remettre le huaca dans la grotte. Hélas, les Espagnols arrivent très vite : ils pillent le village, mettent le feu aux cultures et détruisent les offrandes à Pachamama car ils ont aperçu l'extrémité d'un gisement d'or en dessous. Ayant creusé la terre, les Espagnols trouvent un fabuleux gisement d'or et commencent à se disputer les pépites, mais la terre tremble et tous tombent dans une crevasse, avalés par la colère de Pachamama. Pendant ce temps, dans la grotte, Tepulpaï a été suivi par le chef des conquistadors, qui lui arrache le huaca. Mais la statuette se brise, révélant trois graines. Déçu, l'Espagnol s'apprête à tuer le garçon, mais renonce et s'enfuit, effrayé par les momies des ancêtres. 
Tepulpaï rejoint Naïra et le Chaman, qui se démènent en vain contre l'incendie. Malgré les prières, Pachamama n'envoie pas la pluie : elle ne semble plus écouter les villageois. Tepulpaï a alors l'idée de faire offrande à Pachamama de la seule chose qui leur reste : les trois graines, qu'il sème dans la terre du sanctuaire. Alors la pluie revient enfin et éteint l'incendie, et les cultures recommencent à pousser. Le chaman, fatigué mais content, décide que Tepulpaï est désormais un adulte et qu'il peut accomplir son rêve de toujours : devenir le nouveau chaman. La paix est revenue et le village peut reprendre une vie paisible.

## Fiche technique
- Réalisation : Juan Antin
- Scénario : Juan Antin, Patricia Valeix, Olivier de Bannes et Nathalie Hertzberg
- Musique : Pierre Hamon
- Direction artistique : Aurélie Raphaël
- Production : Didier Brunner
- Studio d'animation : Blue Spirit
- Sociétés de production : Folivari et O2B Films (France), Kaïbou Productions (Canada), Doghouse Films (Luxembourg)[2]
- Sociétés de distribution : Haut et Court (France), Maison 4:3 (Canada)
- Genres : animation, aventure
- Durée : 72 minutes
- Dates de sortie :
  - France : 12 décembre 2018[3]
  - Québec : 11 janvier 2019[4]

## Distribution

### Voix originales françaises
- Andrea Santamaria : Tepulpaï
- India Coenen : Naïra
- Saïd Amadis : le Chaman
- Marie-Christine Darah : Walumama
- Alex Harrouch : le Grand Inca
- Vincent Ropion : le Percepteur
- Jean-Marc Pannetier : l'Observateur des ombres
- Gérard Surugue : voix additionnelles

## Conception du film

### Idée et scénario
La conception du projet par son réalisateur Juan Antin s'étale sur 14 ans, durant lesquels lui et sa femme, qui est anthropologue, amassent peu à peu des inspirations et des idées en fréquentant les musées d'art précolombien. Antin désire concevoir un hommage aux cultures précolombiennes, en mettant en avant leur rapport à la nature plus respectueux que celui des cultures occidentales. Il souhaite montrer une conquête (celle de l'Argentine actuelle par les conquistadors) venant se superposer à une autre conquête (la domination de l'empire inca). Antin se documente notamment sur les croyances et les pratiques du chamanisme dans la cordillère des Andes à l'époque du film. Le mot huaca, utilisé pour la statuette dans le film, peut désigner toute chose qui est vénérée et a une influence positive sur la population, y compris un lieu.
Juan Antin finit par entrer en relation avec Didier Brunner et Damien Brunner, du studio Folivari, qui acceptent de produire le film. Juan Antin travaille alors avec Patricia Valeix comme co-scénariste. Ils procèdent à plusieurs modifications : des ajustements pour adresser le film à un public d'enfants légèrement plus âgé que ce que prévoyaient les toutes premières versions du projet et des modifications à l'histoire pour en clarifier les enjeux. Dans la première version du scénario, Naïra était enlevée par les Incas pour être sacrifiée à Inti, leur dieu du soleil. Valeix propose de recentrer l'intrigue sur le vol de la statuette huaca, qui devient l'objet de toutes les convoitises, aussi bien de la part des Incas que des Espagnols. Elle contribue aussi à clarifier l'initiation de Tepulpaï autour de l'apprentissage du respect de la terre-mère, du partage et du dévouement envers les autres. Juan Antin bénéficie également pendant quelques mois des conseils du réalisateur Michel Ocelot.

### Univers graphique
Les fondements de l'univers graphique du film sont posées par Maria Hellemeyer et Juan Antin à partir d'une abondante documentation. Dès le début, les graphismes prévus s'inspirent des sculptures précolombiennes qui prêtent leurs traits aux personnages. Les couleurs vives et les motifs géométriques des paysages et des vêtements s'inspirent des céramiques et des tissus précolombiens, plus précisément des cultures du Nord de l'Argentine, où Hellemeyer et Antin voyagent. Juan Antin explique dans une interview en 2018 qu'il a cherché à obtenir « un visuel stylisé, pour donner au public l’impression de feuilleter un livre d’images ». Didier et Damien Brunner aident Juan Antin à prendre de la distance vis-à-vis de sa documentation archéologique afin de rendre les personnages plus expressifs. La bible graphique du film est élaborée en collaboration avec Adrien Mérigeau (qui a travaillé avec Tomm Moore sur Le Chant de la mer), qui quitte le projet à mi-chemin pour se consacrer au bouclage d'un court-métrage, et Maria Hellemeyer, puis avec Aurélie Raphael. 
Les graphismes des personnages permettent de les distinguer. Les personnages du village ont des formes plus arrondies tandis que les incas sont composés de lignes droites, avec des traits plus carrés, inspirés de l'architecture inca. Les conquistadors, eux, sont composés d'une multitude de détails complexes sur les armures. Chacune de leurs apparitions va de pair avec une coloration rouge qui envahit l'image et qui suggère le sang même si le sang n'est pas versé à l'écran. Les graphismes reflètent également le comportement des personnages : la chevelure de Naïra devient de plus en plus libre à mesure que l'histoire avance, pour représenter sa capacité à questionner l'autorité.

### Animation
Pour l'animation, Juan Antin envisage pendant un temps de recourir à l'animation en volume, mais il y renonce en raison du coût et de la complexité de cette technique. Le film utilise finalement un mélange de dessin animé traditionnel basé sur des dessins en deux dimensions et des éléments en images de synthèse, majoritairement pour les personnages. Les images de synthèse permettent de recréer des textures de surfaces rappelant la céramique.

### Mise en production
La production du film dure trois ans. Elle mobilise une centaine de personnes appartenant à trois studios. Les personnages sont modélisés en France, les images de synthèse sont produites par Kaïbou Productions au Canada et les décors par Doghouse Films au Luxembourg, ce qui nécessite une coordination complexe entre les équipes,. Le studio Blue spirit, présent dans les trois pays, assure la coordination entre la France et le Canada.

### Musique et bruitages
La musique du film est composée par Pierre Hamon. Juan Antin fait sa connaissance par hasard en cherchant des cours de violon pour sa fille : il se rend compte que le compositeur est son voisin et qu'il est passionné par les musiques précolombiennes. Cinq minutes plus tard, les deux hommes sont en train de faire des sons avec des plumes de condor dans le salon : ils nouent une collaboration aussitôt,. Pour la plus grande partie du film, Pierre Hamon n'utilise que des instruments précolombiens, en émettant parfois des hypothèses sur leur usage exact pour ceux dont les musicologues ne connaissent pas encore bien l'usage. Hamon et Antin travaillent avec Esteban Valvidia, un doctorant en archéologie dont la thèse porte sur les vases siffleurs, afin d'étudier ces instruments et d'en faire fabriquer des répliques par un potier pour ne pas abîmer les objets d'époque que possède Hamon.
Pierre Hamon fait coïncider l'arrivée des conquistadors avec l'irruption dans la musique d'instruments européens, musique militaire et guitare espagnole. Au moment de l'arrivée des conquistadors, la musique fait référence aux premières mesures du cantus firmus « La Spagna », très utilisé à la Renaissance et contemporain des événements. La chanson du générique de fin est interprétée par Ananda Brandão, sur une musique composée par Juan Antin. La musique accompagnant les scènes à l'entrée de la caverne des ancêtres, gardée par des serpents, utilise des flûtes serpent triples du golfe du Mexique remontant à l'ère Maya.
Les instruments de musique interviennent également pour la confection des bruitages : de nombreux bruits de vent sont réalisés avec des instruments précolombiens. Les chants des oiseaux sont réalisés à l'aide de vases siffleurs, instruments retrouvés dans les tombes et dont l'usage exact est encore inconnu ; Pierre Hamon les suppose liés à des rites de passage vers l'au-delà qui pourraient avoir comporté l'utilisation d'appeaux afin de faire venir des guides psychopompes ayant peut-être la forme d'oiseaux, mais il précise qu'il ne s'agit que de conjectures.

## Réception

### Accueil critique
Lors de sa sortie en salles en France, le film reçoit un bon accueil de la part de la presse. Le site Allociné attribue au film une note moyenne de 3,5 sur 5, sur la base de 18 critiques parues dans la presse papier ou sur Internet.

### Box-office
Sur l'ensemble de sa carrière au cinéma, le film réalise 232 810 entrées en France.

## Distinctions

### Nominations
- César 2019 : meilleur film d'animation pour Juan Antin
- Lumières 2019 : meilleur film d'animation pour Juan Antin

## Bande originale du film
La bande originale de Pachamama est éditée par 22D Music le 22 décembre 2018. Elle est commercialisée en ligne sur plusieurs plate-formes d'écoute et de téléchargement.